# Maléfices
Pour les articles homonymes, voir Maléfices (homonymie).
Maléfices est un jeu de rôle français  historico-fantastique, créé par Michel Gaudo (univers) et Guillaume Rohmer (motorisation du jeu). Il propose aux joueurs d'interpréter des personnages et de leur faire vivre des aventures animées par un meneur de jeu.

## Histoire éditoriale
Maléfices a en premier lieu été édité par Jeux Descartes de 1984 à 1994 avant d'être repris par les Éditions du Club Pythagore depuis 2004. Il a également été pourvu de trois suppléments : À la lisière de la nuit (1986), Le bestiaire (1988) et CatéSchisme (2007).
Le 12 février 2016, Jean-Philippe Palanchini annonce sur Facebook que l'éditeur français Arkhane Asylum devrait rééditer le jeu. La campagne de financement participatif est lancée le 4 octobre 2018 sur la plateforme Ulule.

## Scénarios
1. La malédiction de Fontevrault (1984)
2. Une étrange maison de poupées (1984)
3. Le drame de la rue des Récollets (1985)
4. L'énigmatique carnet du capitaine Pop Plinn (1985)
5. Les brasiers ne s'éteignent jamais (1986)
6. Délivrez-nous du mal (1986)
7. Le dompteur de volcans (1986)
8. Enchères sous pavillon noir (1987)
9. La musique adoucit les meurtres (1987)
10. Le montreur d'ombres (1987)
11. Folies viennoises (1988)
12. Cœur cruel (1988)
13. Le voile de Kali (1994)
14. Danse macabre (2004)
15. La cornemuse du vieux Jeremiah (2005)